# Махси

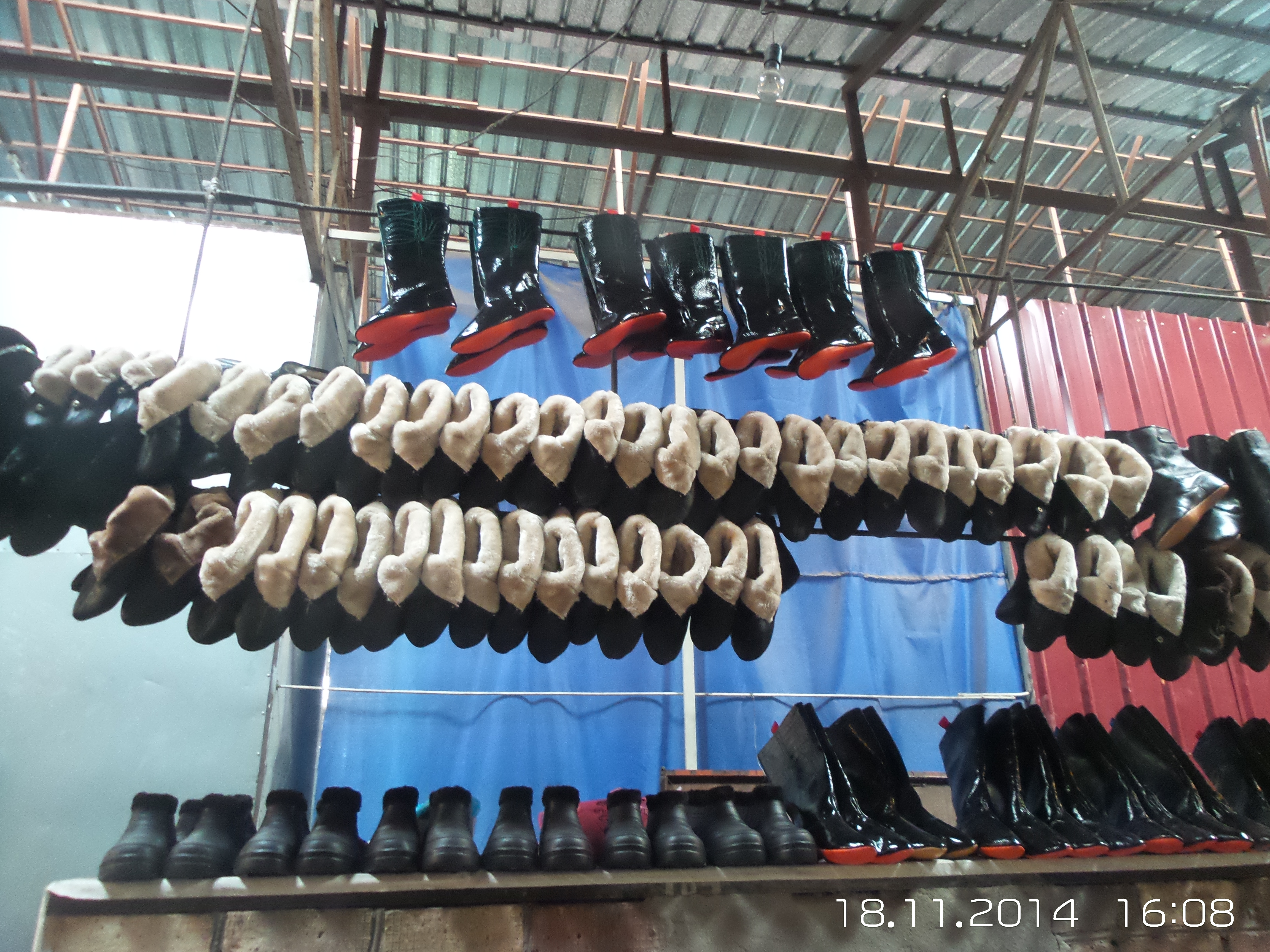
Различные виды махси (сверху и внизу) на базаре в Средней Азии

Махси́ или Масхи́ (узб. Mahsi; кирг. Маасы; тадж. Маҳсӣ / Масҳӣ; туркм. Mahsy; перс. مسحی‎) — кожаная обувь или сапоги у оседлых народов Мавераннахра (таджики, узбеки, киргизы) и Хорасана (персы, туркмены).
Как правило, махси изготавливается из плотной овечьей или козлиной кожи, не имеет жёсткой подошвы. Имеются менее распространённые варианты махси, изготовленные из плотной коровьей или бычьей кожи. Имеются как длинные (до колена), так и короткие (чуть выше щиколоток) махси. Так как махси имеет мягкую, едва ощущаемую подошву, поверх махси традиционно надевается кавуш (или кафш). У зимних махси внутренняя часть покрыта овечьей шерстью. Традиционно, махси имеет чёрный или тёмно-зелёный цвет. В некоторых районах Хорезмской области Узбекистана, наряду с традиционными цветами, распространены женские махси красного цвета, надеваемые по случаю свадьбы и других празднеств. У женских махси, вдобавок могут иметься едва заметные (тёмно зелёного или коричневого цвета) узоры, сливающиеся с основным тёмным цветом махси.

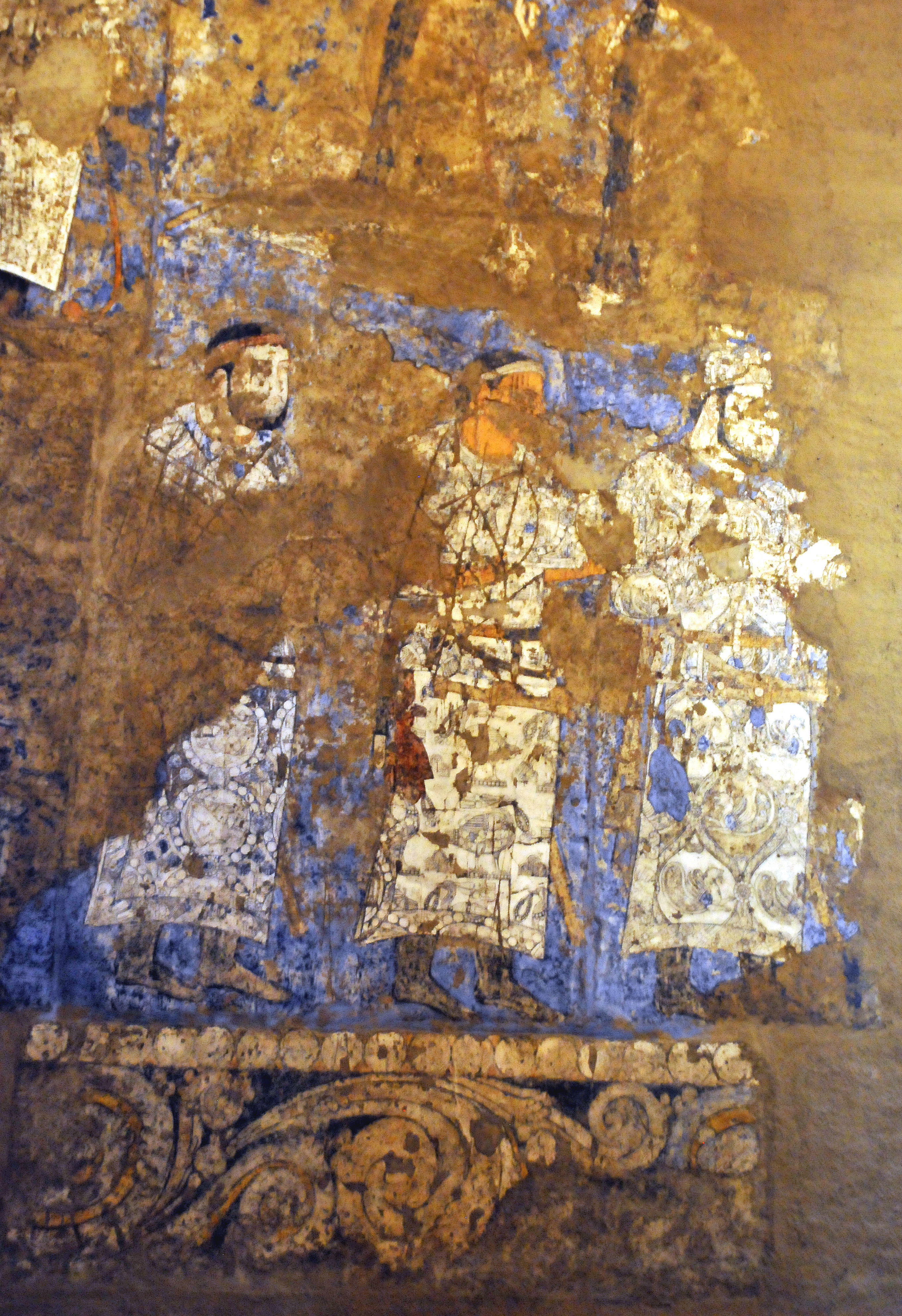
Фрагмент изображения на знаменитых фресках Афрасиаба (Самарканд), изображающая послов на обуви, похожая на махси.

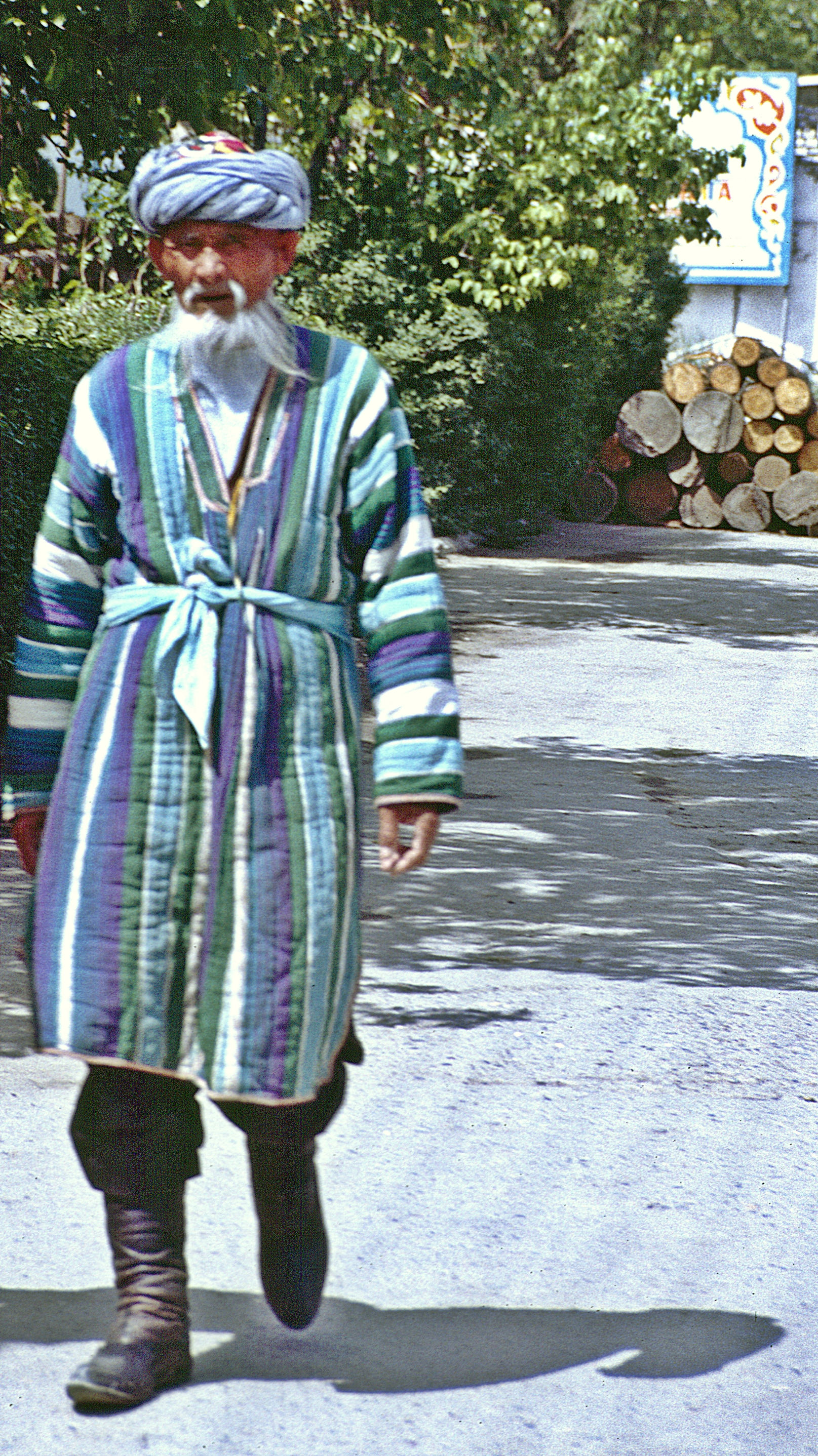
Фотография узбекского аксакала в потрёпанном махси с калошами, 1992 год.

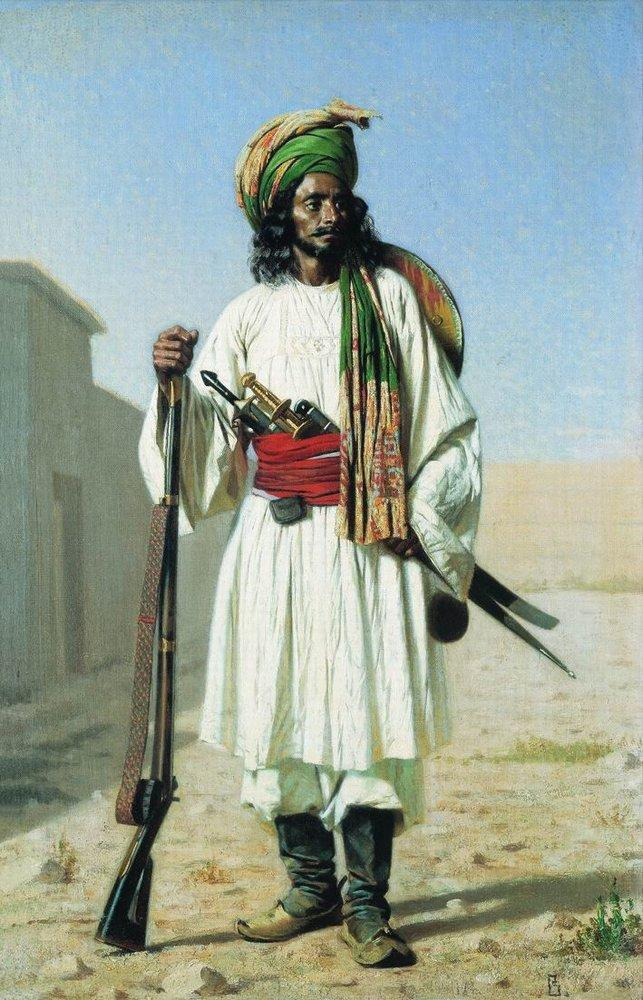
Изображение воина из Хорасана в махси и калошах

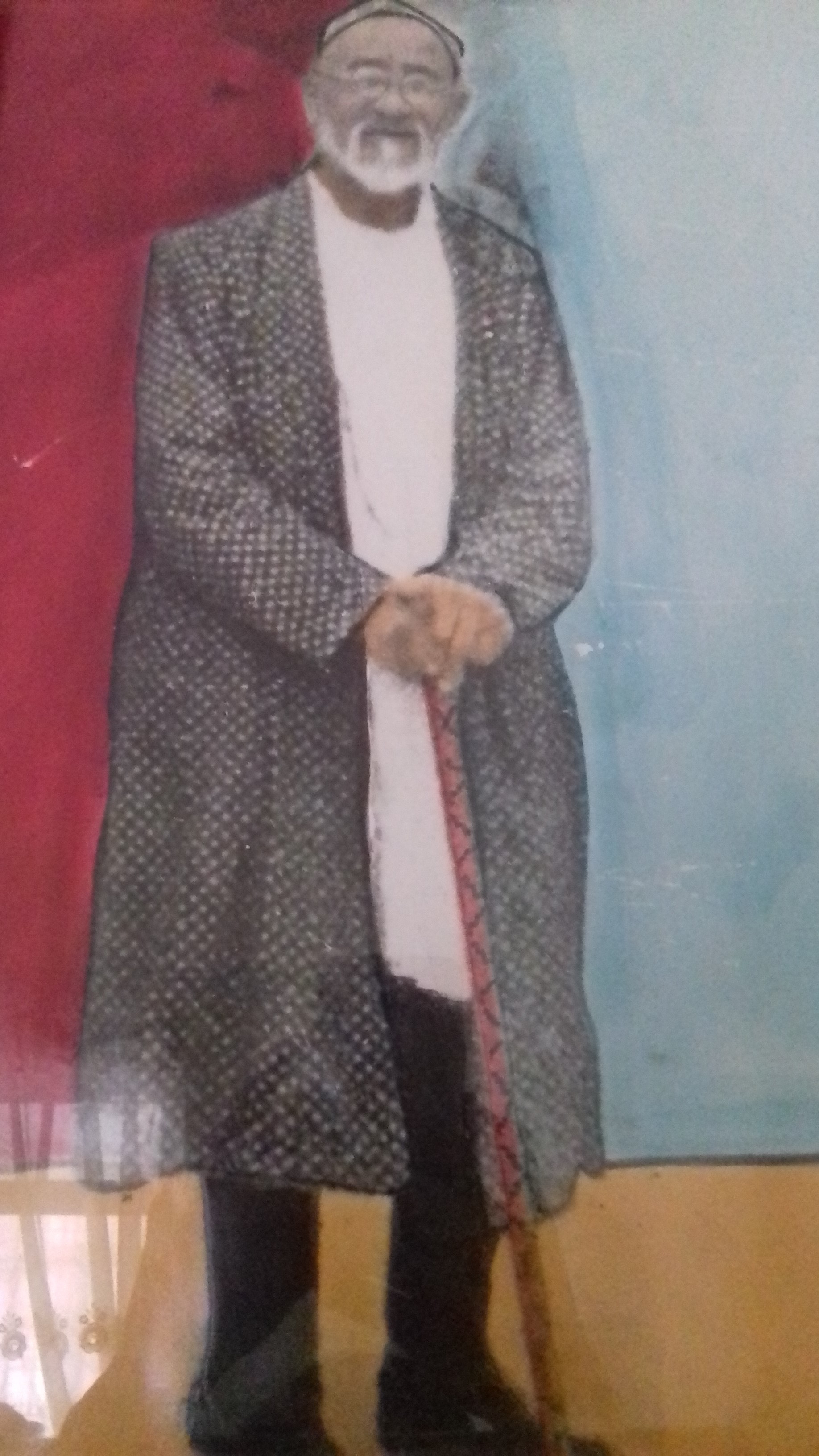
Таджикский муйсафид в зимнем махси

Махси как правило состоит из трёх частей: кундж (внутренняя часть), бетли́к (наружность) и тагча́рм (мягкая подошва). Имеются как мужские (мардо́на), так и женские (заифо́на) и даже детские (бачкана́) махси, имеющие в общих чертах одинаковый фасон, и отличаясь только размерами. У узбеков и таджиков имеется поговорка, высмеивающая мужчин худощавого телосложения с худыми ногами, вынужденных носить женские махси.
Махси имеет древнюю историю, и распространен среди оседлых народов Мавераннахра и Хорасана с незапамятных времён. В знаменитых фресках V-VII веков, найденных в древнем городище Афрасиаб в Самарканде. С проникновением ислама в эти регионы, получил особую популярность как один из видов религиозной обуви. Махси с кавушом незаменимая обувь (особенно в зимний, весенний и осенний сезоны года) у имамов, мулл, аятолл, шейхов и других исламских священнослужителей и верующих этого региона. Некоторые священнослужители не расстаются с махси и кавушом круглый год, надевая их даже в жаркое лето. Также популярно среди обычных жителей, как повседневная обувь, защищающая ногу от холода и слякоти. Махси как правило в наше время надевается поверх носков, а в древности — поверх самодельных тряпок под названием аста́р, напоминающих современные носки. В некоторых махси, астар пришивали во внутреннюю часть самого махси, для удобства пользования и для предотвращения утери или кражи. Большинство носящих махси, при входе в комнату или другое чистое помещение, снимают лишь верхнюю обувь кавуш или калоши, оставляя махси, так как последний имеет чистую подошву.
В некоторых регионах Узбекистана и Таджикистана, в наши дни махси является одним из атрибутов ритуальной одежды, надеваемой взрослыми на похоронах, а также во время шестимесячного траура после смерти члена семьи.
Ремесленник, изготавливающий махси у узбеков, таджиков и персов называется махсиду́з (тадж. Маҳсидӯз; узб. Mahsidoʻz), и это ремесло передаётся из поколения в поколение. До прихода в Среднюю Азию советской власти, в регионе имелись множество потомственных и состоятельных ремесленников-махсидузов, численность которых значительно уменьшилось в советский период.